# 2728 Yatskiv
2728 Yatskiv este un asteroid din centura principală, descoperit pe 22 septembrie 1979, de Nikolai Cernîh.